# Ꚗ̆
Ꚗ̆ (minuskule ꚗ̆) je již běžně nepoužívané písmeno cyrilice, v minulosti bylo používáno v abcházštině. V poslední variantě abchazské azbuky mu odpovídá spřežka Cә.
Písmeno bylo zavedeno komisí pro překlady jako náhrada za do té doby používané písmeno Щ̆. V latinské abecedě N. J. Marra písmenu Ꚗ̆ odpovídalo písmeno щ⚬, v pozdější abecedě N. F. Jakovleva a po zavedení zápisu abcházštiny gruzínským písmem v gruzínském písmu svůj ekvivalent nemělo. Od znovuzavedení zápisu abcházštiny cyrilicí je místo písmena Ꚗ̆ používáno písmeno C°, později změněno na spřežku Cә.